# Bistum Saint Papoul

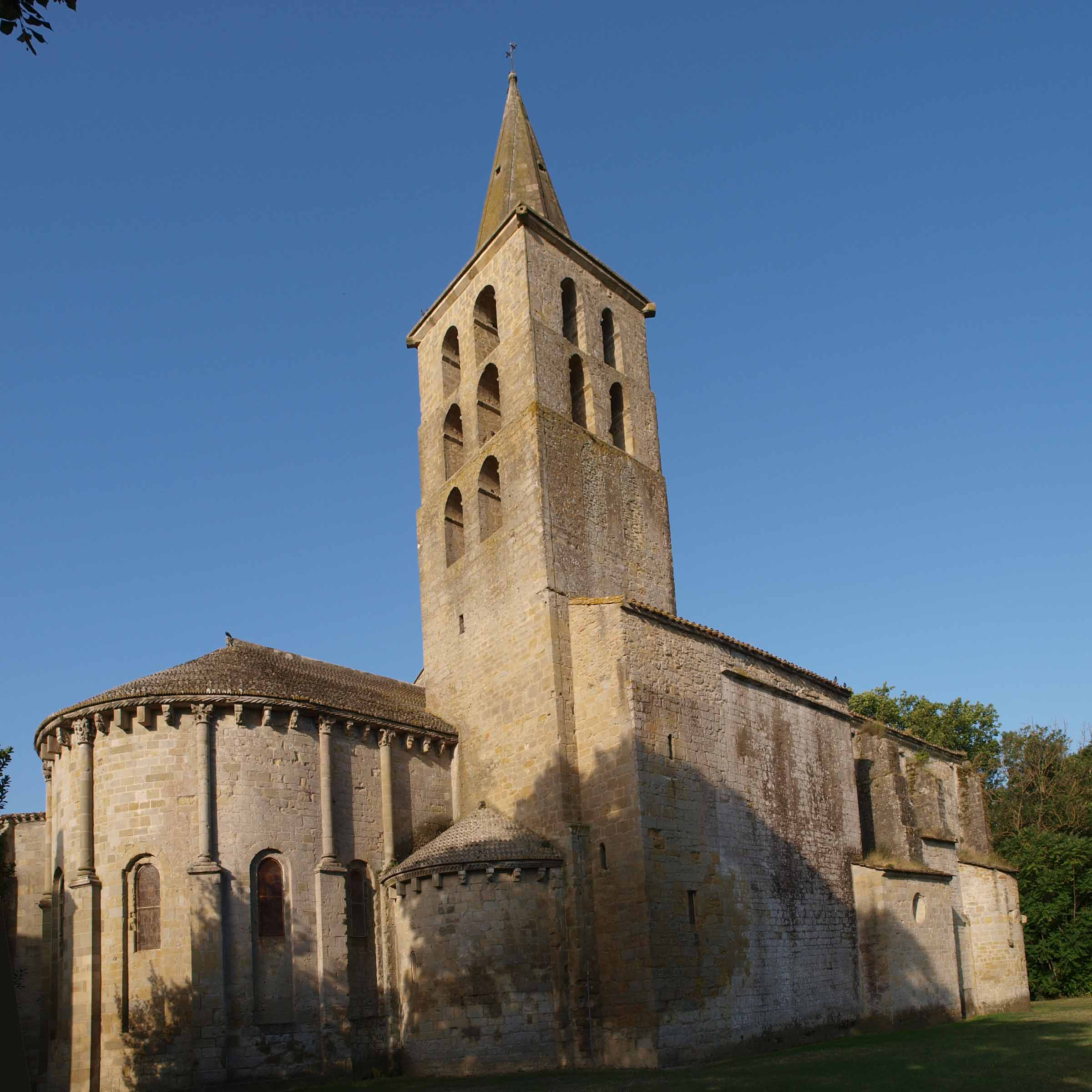
Die Kathedrale in Saint-Papoul

Das Bistum Saint-Papoul (lat.: Dioecesis Sancti Papuli) war eine in Frankreich gelegene römisch-katholische Diözese mit Sitz in Saint-Papoul. 

## Geschichte
Das Bistum Saint-Papoul wurde am 11. Juli 1317 durch Papst Johannes XXII. mit der Päpstlichen Bulle Salvator noster aus Gebietsabtretungen des Erzbistums Toulouse errichtet. Erster Bischof war Bernard de la Tour. Das Bistum Saint-Papoul war dem Erzbistum Toulouse als Suffraganbistum unterstellt.
Am 29. November 1801 wurde das Bistum Saint-Papoul infolge des Konkordates von 1801 durch Papst Pius VII. mit der Päpstlichen Bulle Qui Christi Domini aufgelöst und das Territorium wurde dem Erzbistum Toulouse und dem Bistum Carcassonne angegliedert.
Anfang 2009 wurde der alte Bischofssitz durch Papst Benedikt XVI. als Titularbistum Saint-Papoul wiedererrichtet und im April 2016 erstmals als Titularsitz vergeben.